# دييغو سيرون
دييغو سيرون (بالإسبانية: Diego Cerón)‏ هو لاعب كرة قدم تشيلي في مركز الدفاع، ولد في 15 سبتمبر 1991 في تشيلي. لعب مع نادي كوبريسال.

## وصلات خارجية
- دييغو سيرون على موقع قاعدة بيانات كرة القدم.إي يو (الإنجليزية)
- دييغو سيرون على موقع Soccerway.com (الإنجليزية)
- دييغو سيرون على موقع عالم كرة القدم.نت (الإنجليزية)
- دييغو سيرون على موقع AS.com (الإسبانية)